# Ketelbrug (Flevoland)
De Ketelbrug is een 800 meter lange Nederlandse brug uit 1970 die de Noordoostpolder verbindt met Oostelijk Flevoland. Er lopen twee wegen over, de A6 en een secundaire weg, met aan de zuidwestkant een gezamenlijke basculebrug. De brug ligt op de overgang van het IJsselmeer naar het Ketelmeer en was een van de grootste van Nederland. De aanleg heeft ongeveer 30 miljoen gulden gekost.

## Dimensies
Voor het vaste deel is de doorvaarthoogte 12,58 meter boven meerpeil, voor het beweegbare deel 10,4 meter. De doorvaartbreedte voor het vaste deel is 75,4 meter en voor het beweegbare deel 18 meter. Voor beroepsvaart hoeft de brug zelden open, wel voor de bruine vloot en andere zeilboten met staande mast.

## Geschiedenis
Vanaf het voorjaar van 1965 werd het terrein bouwklaar gemaakt en in juni 1967 werd de bouw van de brug voor ruim 15 miljoen gulden gegund aan Van Hattem en Blankevoort. De bouw begon in augustus 1967. In de eerste maanden van 1970 kon er een tijdlang niet gewerkt worden omdat de drijvende bok door ijsgang niet naar de brug kon varen. Na drie jaar bouwtijd werd de brug op 15 juni 1970 geopend.

### Renovatie
In 2008 bleek dat tien stalen bruggen, waaronder de basculebrug in de Ketelbrug, niet meer voldeden aan de veiligheidseisen en binnen vijf jaar aangepakt moesten worden, of onder verscherpt toezicht moesten komen. Het staal lijdt aan metaalmoeheid en kan scheuren gaan vertonen. Dat komt doordat de verkeersintensiteit de afgelopen jaren meer is toegenomen dan bij de bouw van de bruggen was voorzien.
De Ketelbrug was een van deze bruggen. In de winter van 2012-2013 werd de Ketelbrug gerenoveerd. Dit was een ingrijpende operatie, aangezien de twee brugkleppen volledig werden vervangen door nieuwe brugkleppen, inclusief nieuw besturingsmechanisme en bedieningssysteem. Het wegverkeer had te maken met minder of versmalde rijstroken en snelheidsbeperkingen.
Door de technische mankementen aan de brug en de vele brugopeningen in de zomermaanden (gemiddeld twee per uur) is de laatste jaren een discussie ontstaan over de aanleg van een tunnel die de brug zou moeten vervangen. In november 2011 werd een motie met deze strekking in Provinciale Staten van Flevoland door de CDA-fractie ingediend, maar deze haalde geen meerderheid. Er zijn tot nu toe echter geen serieuze plannen ontwikkeld voor een dergelijke miljoeneninvestering. Het CDA in Flevoland had de bouw van een Ketelmeertunnel in 2015 in zijn verkiezingsprogramma staan, maar de kans is klein dat dit voornemen wordt overgenomen door de provinciale en landelijke politiek.

### Incident
Op 4 oktober 2009 kwam de brugklep plotseling anderhalve meter omhoog terwijl de slagbomen open waren. Een personenwagen met vier inzittenden reed tegen de geopende brug, met als gevolg drie zwaargewonde slachtoffers en schade aan andere auto's.
Uit het onderzoek naar de oorzaak van het ongeval op de Ketelbrug concludeerden Rijkswaterstaat en de Onderzoeksraad Voor Veiligheid dat de Ketelbrug "intrinsiek onveilig" was. Eindconclusie van de onderzoeksraad was: "De Ketelbrug kon op 4 oktober 2009 ongewild en ongecontroleerd geopend worden waardoor de gevaarlijke situatie is ontstaan. Het besturingssysteem was intrinsiek risicovol". Dit, omdat in de handmatige bediening van het brugsysteem een veiligheidscheck ontbrak, waardoor de slagbomen open konden gaan, terwijl de brug openstond. Rijkswaterstaat nam daarop direct maatregelen. Zo werd een veiligheidsschil om het brugsysteem heen gebouwd, dat onder andere extra controleert op het dicht zijn van de slagbomen, voordat de brug open gaat. De Onderzoeksraad voor de Veiligheid concludeerde daarop dat deze maatregel een vergelijkbaar ongeval op de Ketelbrug uitsluit.
Het automatiseringstijdschrift Computable waarschuwde dat het incident met de Ketelbrug zich ook bij andere bruggen zou kunnen voordoen.
De rechter sprak op 2 augustus 2011 de brugwachter, die de brug bediende tijdens de wegwerkzaamheden, vrij omdat niet met zekerheid kon worden aangetoond dat deze verkeerde knoppen had ingedrukt, zoals het OM aanvoerde.

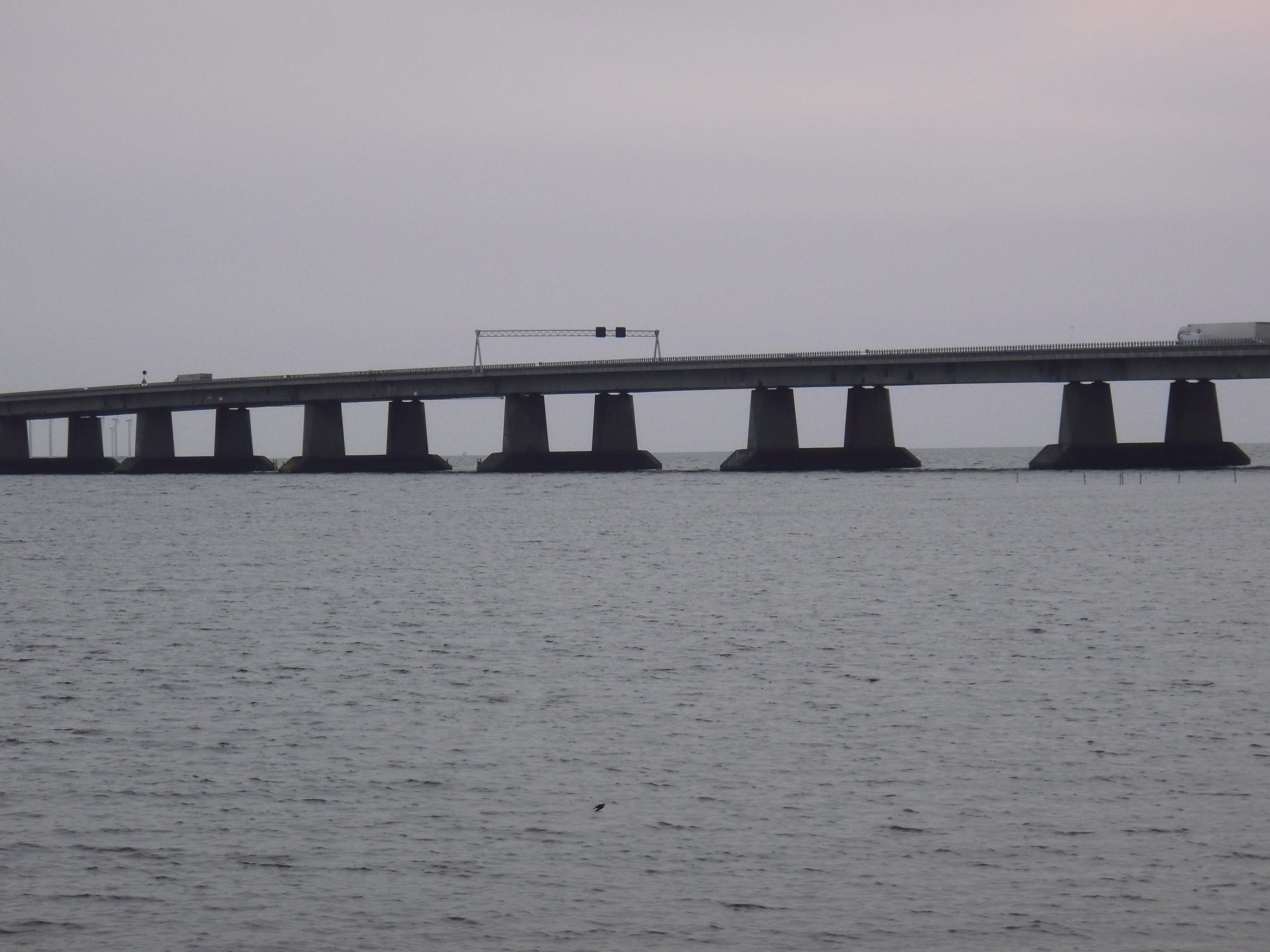
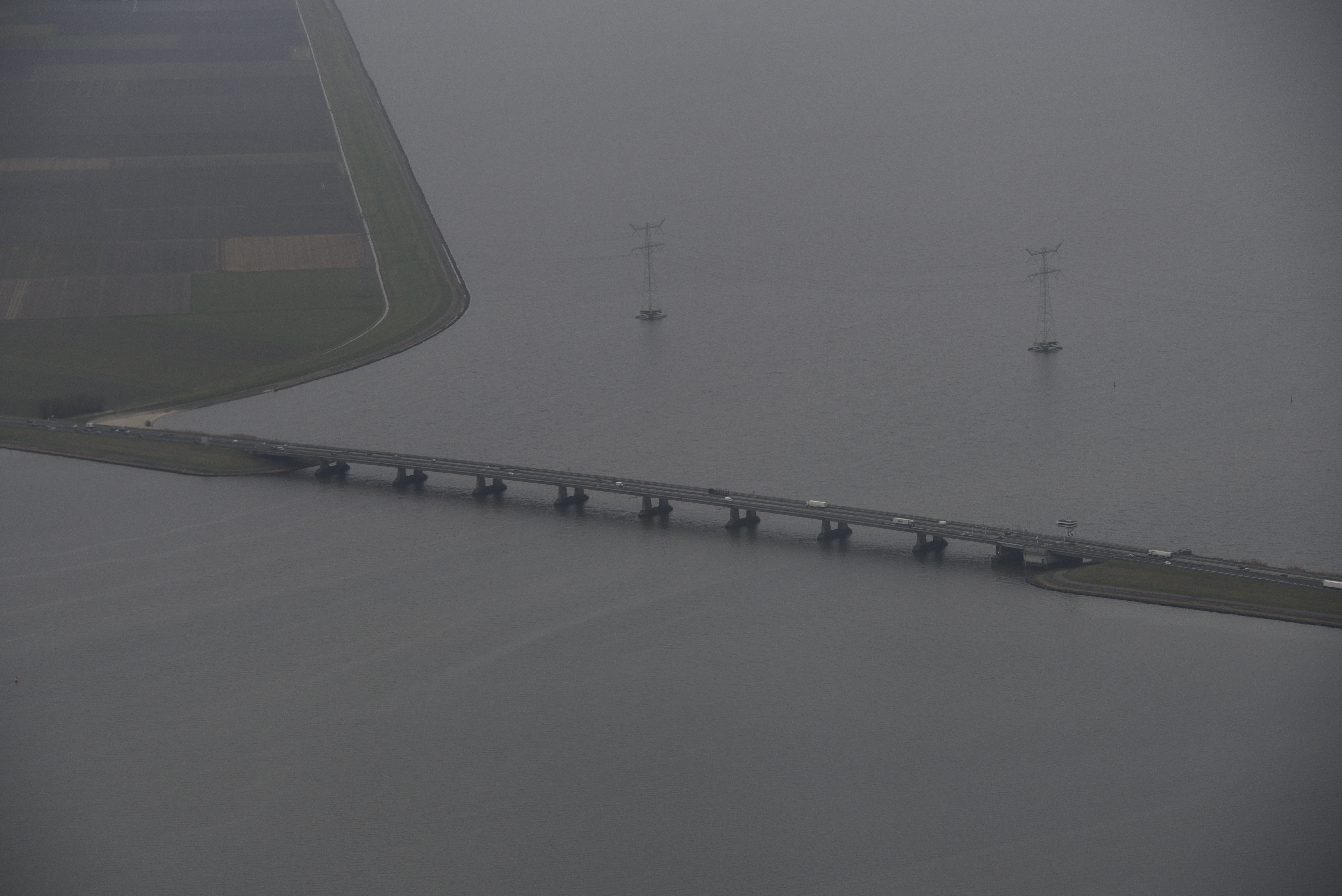
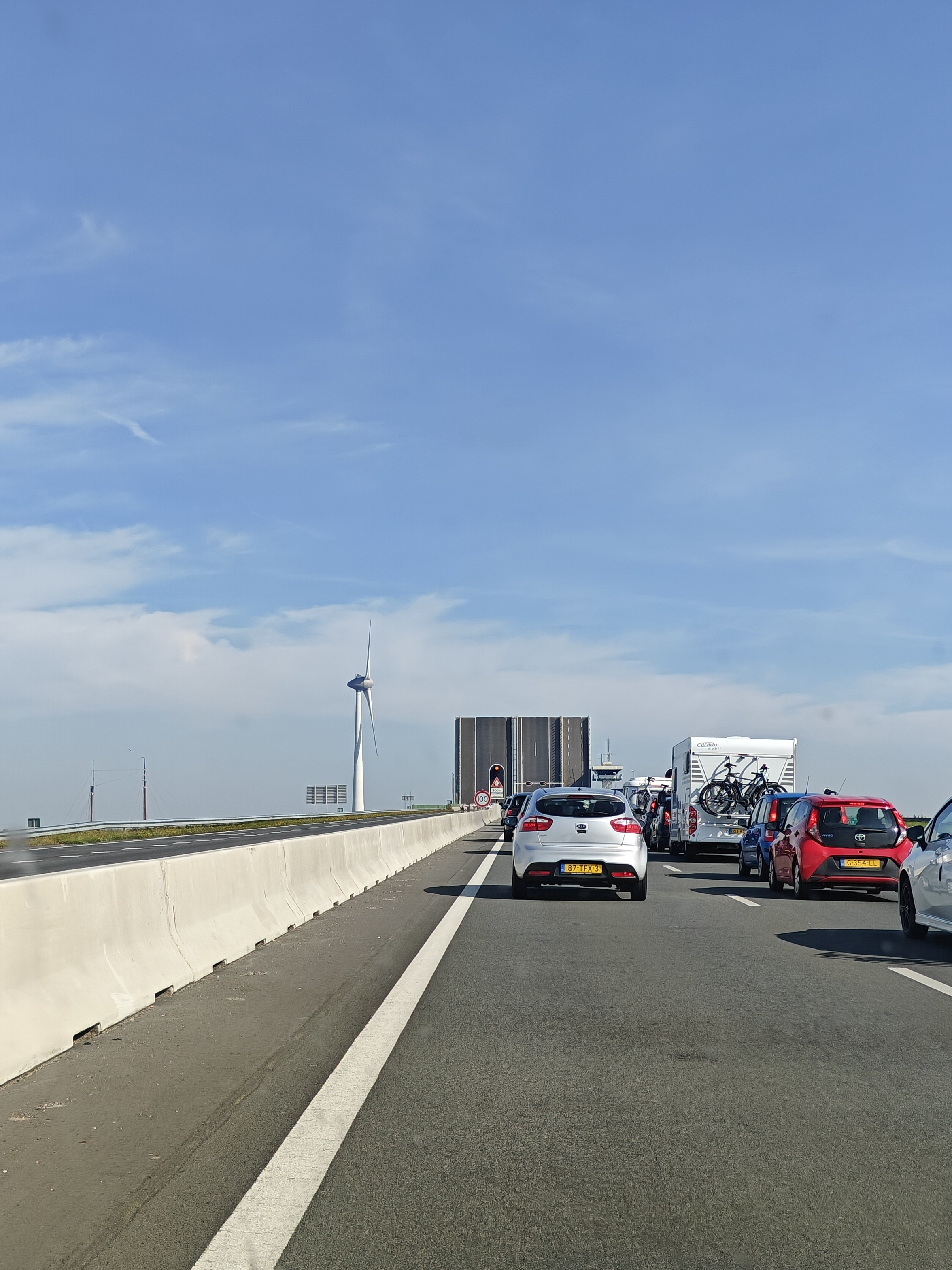
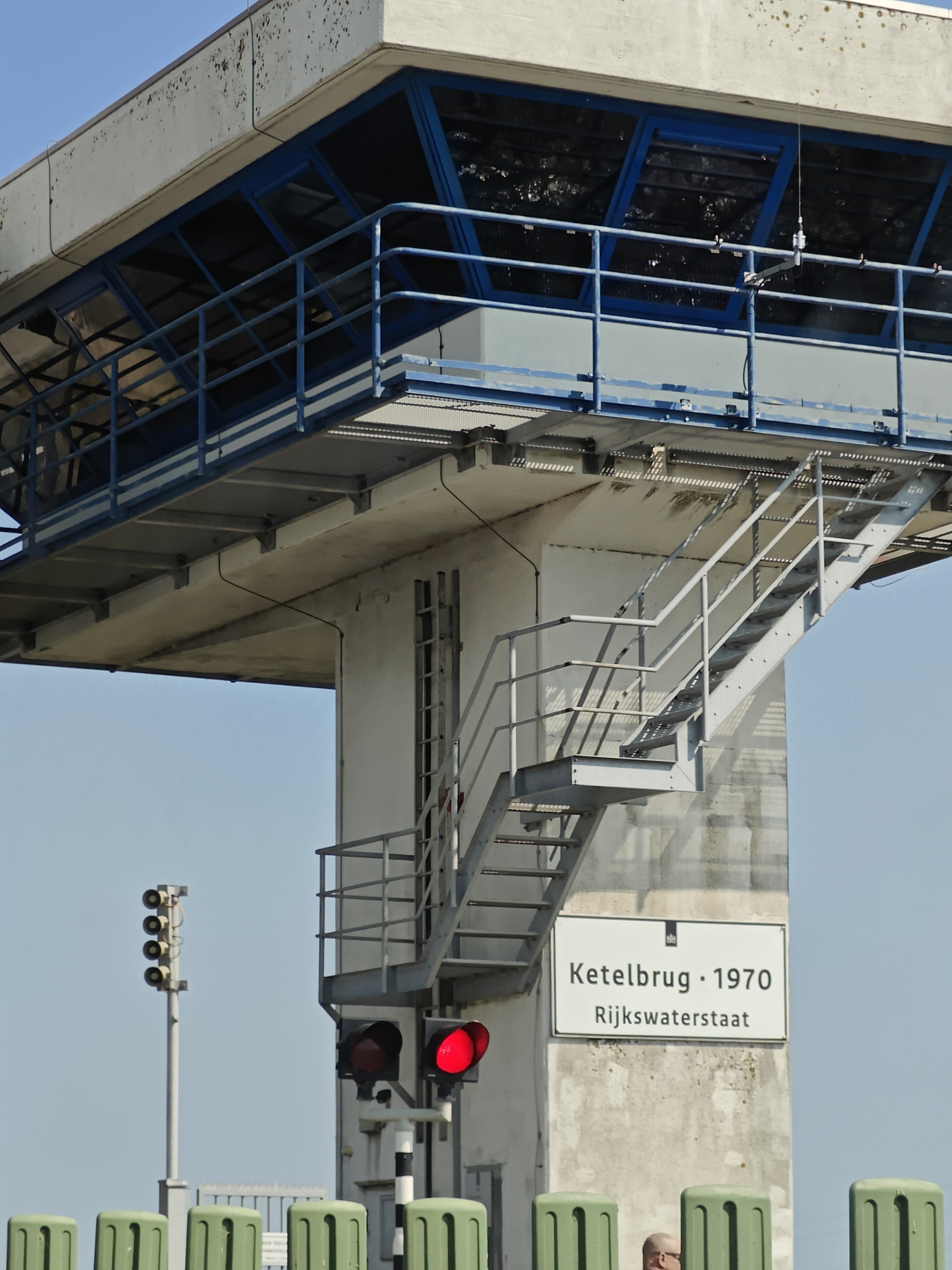
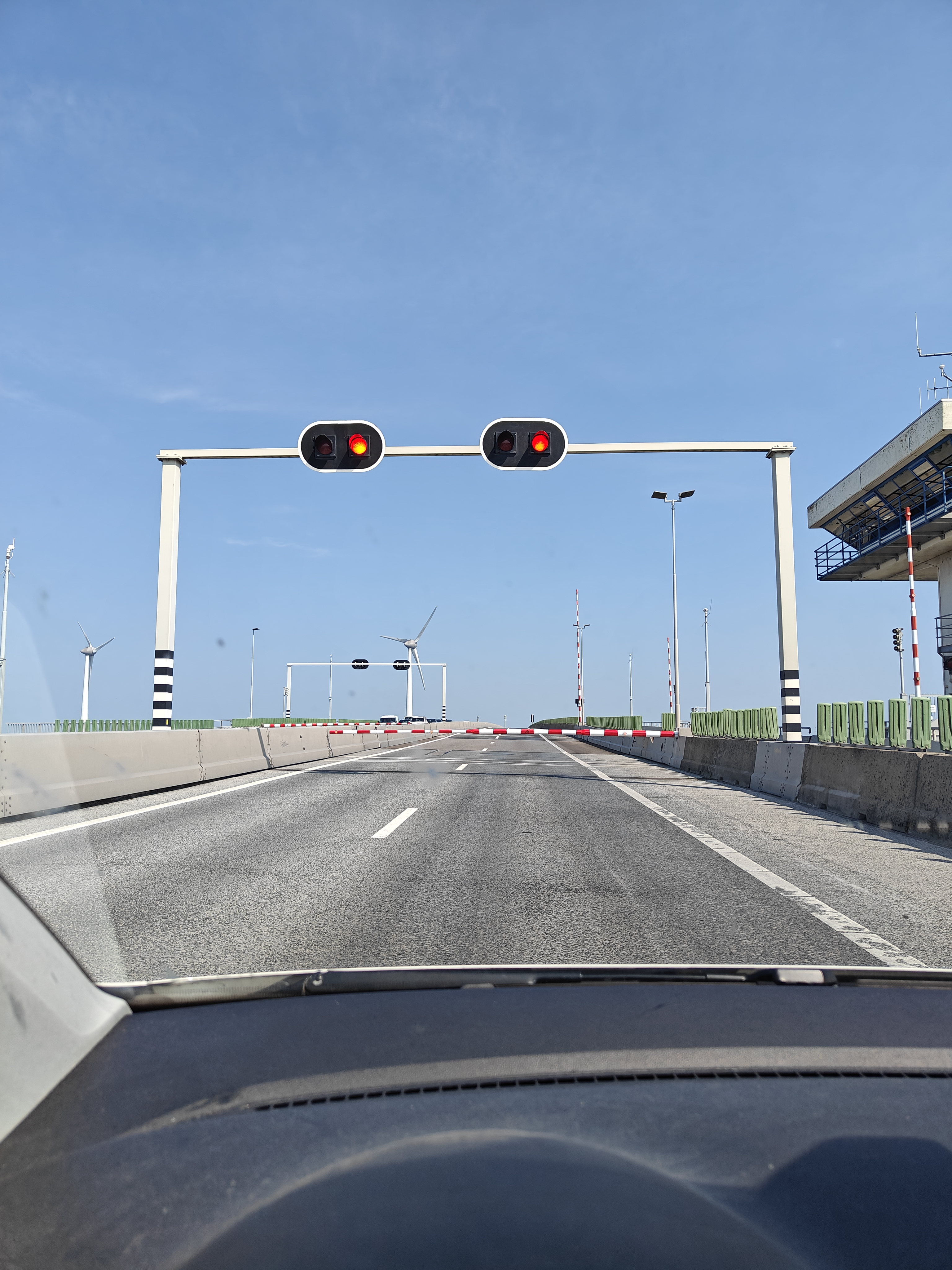
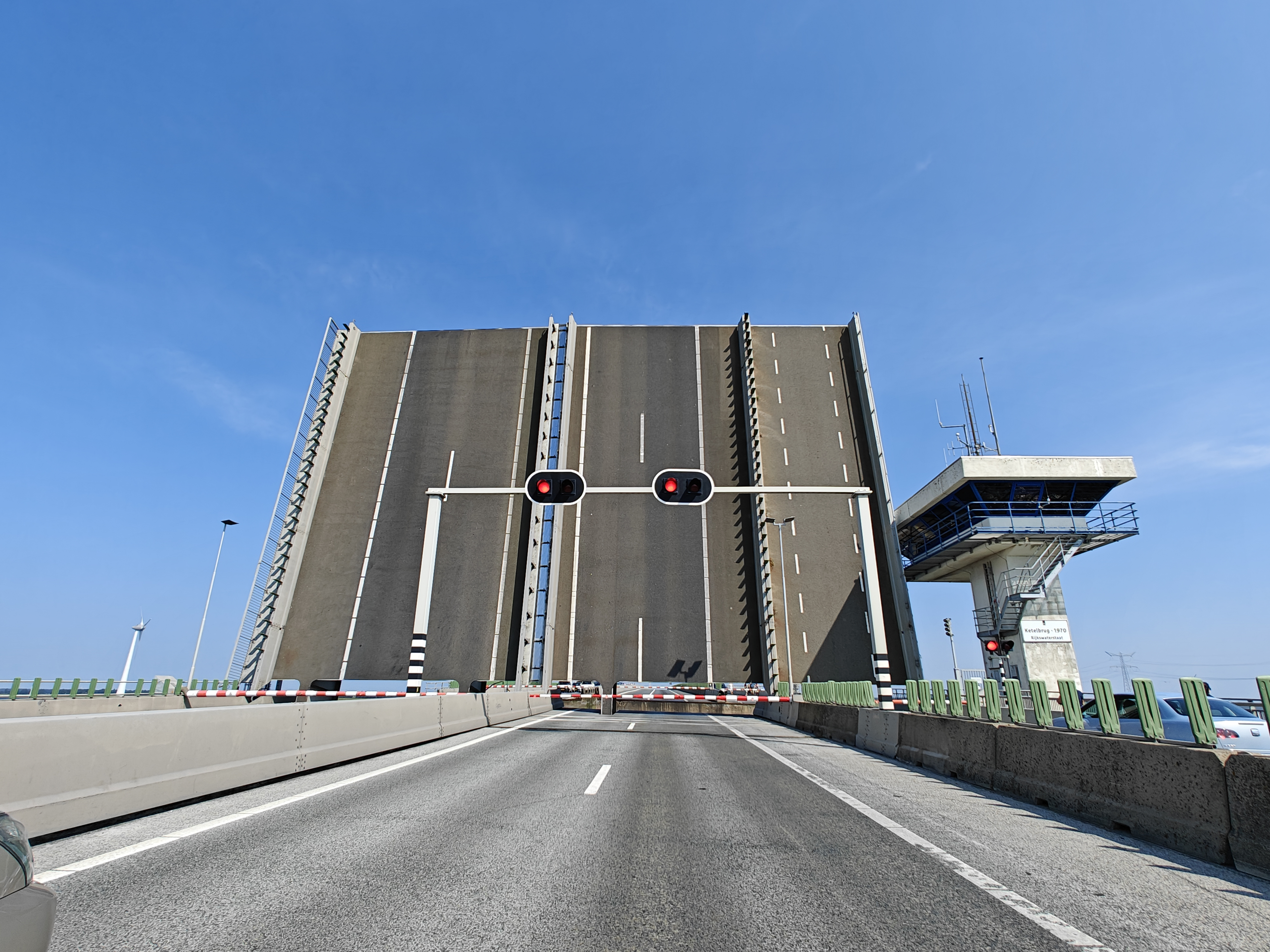